# Daniel Fauché
Daniel Eugène Fauché (ur. 22 grudnia 1966 w Chantilly) – francuski wioślarz. Srebrny medalista olimpijski z Atlanty.
Zawody w 1996 były jego drugimi igrzyskami olimpijskimi, debiutował w 1992. Srebrny medal zdobył w czwórce bez sternika, zwyciężyli Australijczycy. Osadę tworzyli ponadto Gilles Bosquet, Bertrand Vecten i Olivier Moncelet. W tej samej konkurencji był siódmy na igrzyskach w 2000. W czwórce bez sternika był mistrzem świata w 1993 oraz srebrnym medalistą tej imprezy w 1993, 1997 i 1998.